# Dobrești (Dolj)
Pour les articles homonymes, voir Dobrești.
Dobrești est une commune roumaine située dans le județ de Dolj.